# Championnat de France des sables
Le championnat de France des sables (CFS), est une compétition de course motocycliste d'endurance sur sable en France, créé, en 2005, par la Fédération française de motocyclisme (FFM).
Pour la saison 2021, marquée par la crise sanitaire liée au Covid-19, sur les 7 épreuves du championnat, 5 ont été annulées, seules 2 épreuves sont encore maintenues, la ronde des sables de Loon-Plage et l'épreuve du training Camp Sand Race de Magescq.
Pour la saison 2022, à la suite de la grève provoquant le blocage des raffineries, le Beach-Cross de Berck est annulé par le préfet.

## Historique
Le championnat de France des sables se déroule chaque année, depuis 2005, du mois d'octobre au mois de février de l'année suivante. Il est composé de sept épreuves. Il commence par le Beach-Cross de Berck et se termine par l'Enduropale du Touquet Pas-de-Calais.
En 2024, le nombre d'épreuves est ramené à six avec la suppression de la « Bud Sand Race de Magescq » (Landes).

## Championnat

### Épreuves du Championnat
Les six épreuves se déroulent dans l'ordre suivant :
- Beach-Cross de Berck (Pas-de-Calais) ;
- Ronde des sables de Loon-Plage à Loon-Plage (Nord) ;
- Endurance des Lagunes de Saint-Léger de Balson (Gironde);
- Ronde des sables d'Hossegor-Capbreton à Soorts-Hossegor (Landes) ;
- GURP TT de Grayan-et-l'Hôpital (Gironde) ;
- Enduropale du Touquet Pas-de-Calais.

### Catégories de course
Le championnat comprend, au maximum, les catégories suivantes : motos, quads, juniors, espoirs, 65 cm3, amateurs et vintage.

## Palmarès

### Moto
| Année | Motos              | Motos        | Quads             | Quads        | Juniors          | Juniors      | Espoirs          | Espoirs      |
| Année | Pilote             | Constructeur | Pilote            | Constructeur | Pilote           | Constructeur | Pilote           | Constructeur |
| 2005  | Arnaud Demeester   | Yamaha       | Non-couru         | Non-couru    | Non-couru        | Non-couru    | Non-couru        | Non-couru    |
| 2006  | Arnaud Demeester   | Yamaha       | Non-couru         | Non-couru    | Non-couru        | Non-couru    | Non-couru        | Non-couru    |
| 2007  | Arnaud Demeester   | Yamaha       | Non-couru         | Non-couru    | Non-couru        | Non-couru    | Non-couru        | Non-couru    |
| 2008  | Timoteï Potisek    | Honda        | Non-couru         | Non-couru    | Non-couru        | Non-couru    | Non-couru        | Non-couru    |
| 2009  | Yves Deudon        | Kawasaki     | Non-couru         | Non-couru    | Non-couru        | Non-couru    | Non-couru        | Non-couru    |
| 2010  | Adrien van Beveren | Yamaha       | Romain Couprie    | Yamaha       | Non-couru        | Non-couru    | Non-couru        | Non-couru    |
| 2011  | Jean-Claude Moussé | Yamaha       | Jan Vlaeymens     | W-TEC        | Non-couru        | Non-couru    | Non-couru        | Non-couru    |
| 2012  | Jean-Claude Moussé | Yamaha       | Matthieu Ternynck | Yamaha       | Non-couru        | Non-couru    | Non-couru        | Non-couru    |
| 2013  | Jean-Claude Moussé | Yamaha       | Matthieu Ternynck | Yamaha       | Non-couru        | Non-couru    | Non-couru        | Non-couru    |
| 2014  | Adrien van Beveren | Yamaha       | Keveen Rochereau  | Honda        | Non-couru        | Non-couru    | Non-couru        | Non-couru    |
| 2015  | Adrien van Beveren | Yamaha       | Jérémie Warnia    | Yamaha       | Romain Reant     | Yamaha       | Alexis Collignon | Honda        |
| 2016  | Camille Chapelière | Yamaha       | Jérémie Warnia    | Yamaha       | Maxime Sot       | Yamaha       | Alexis Collignon | Honda        |
| 2017  | Daymond Martens    | Yamaha       | Jérémy Forestier  | Yamaha       | Jérémy Hauquier  | KTM          | Florian Miot     | Yamaha       |
| 2018  | Axel van de Sande  | Kawasaki     | Jérémy Forestier  | Yamaha       | Luca Quenot      | KTM          | Arnaud Zoldos    | KTM          |
| 2019  | Nathan Watson      | KTM          | Antoine Cheurlin  | Yamaha       | Mathéo Miot      | KTM          | Junior Bal       | KTM          |
| 2020, | Nathan Watson      | KTM          | Romain Couprie    | Yamaha       | Bogdan Krajewski | Yamaha       | Kylian Prevost   | KTM          |
| 2022  | Milko Potisek      | Yamaha       | Davino Bruneel    | Yamaha       | Simon Depoers    | Yamaha       | Basile Pigois    | Husqvarna    |
| 2023  | Todd Kellet        | Yamaha       | Randy Naveaux     | Yamaha       | Joey Nuques      | Yamaha       | Tom Dukerts      | Gas Gas      |
| 2024  | Todd Kellet        | Yamaha       | Keveen Rochereau  | Honda        | Damien Knuiman   | Gas Gas      | Adam Christiaens | KTM          |
| 2025  |                    |              |                   |              |                  |              |                  |              |

| Rang | Pilote             | Années           | Victoires |
| ---- | ------------------ | ---------------- | --------- |
| 1    | Arnaud Demeester   | 2005, 2006, 2007 | 3         |
| 1    | Adrien van Beveren | 2010, 2014, 2015 | 3         |
| 1    | Jean-Claude Moussé | 2011, 2012, 2013 | 3         |
| 2    | Nathan Watson      | 2019, 2020       | 2         |
| 2    | Todd Kellet        | 2023, 2024       | 2         |
| 3    | Timoteï Potisek    | 2008             | 1         |
| 3    | Yves Deudon        | 2009             | 1         |
| 3    | Camille Chapelière | 2016             | 1         |
| 3    | Daymond Martens    | 2017             | 1         |
| 3    | Axel van de Sande  | 2018             | 1         |
| 3    | Milko Potisek      | 2022             | 1         |

| Rang | Pilote            | Années     | Victoires |
| ---- | ----------------- | ---------- | --------- |
| 1    | Romain Couprie    | 2010, 2020 | 2         |
| 1    | Matthieu Ternynck | 2012, 2013 | 2         |
| 1    | Jérémie Warnia    | 2015, 2016 | 2         |
| 1    | Jérémy Forestier  | 2017, 2018 | 2         |
| 1    | Keveen Rochereau  | 2014, 2024 | 2         |
| 2    | Jan Vlaeymens     | 2011       | 1         |
| 2    | Antoine Cheurlin  | 2019       | 1         |
| 2    | Davino Bruneel    | 2022       | 1         |
| 2    | Randy Naveaux     | 2023       | 1         |

| Rang | Pilote           | Années | Victoires |
| ---- | ---------------- | ------ | --------- |
| 1    | Romain Reant     | 2015   | 1         |
| 1    | Maxime Sot       | 2016   | 1         |
| 1    | Jérémy Hauquier  | 2017   | 1         |
| 1    | Luca Quenot      | 2018   | 1         |
| 1    | Mathéo Miot      | 2019   | 1         |
| 1    | Bogdan Krajewski | 2020   | 1         |
| 1    | Simon Depoers    | 2022   | 1         |
| 1    | Joey Nuques      | 2023   | 1         |
| 1    | David Knuiman    | 2024   | 1         |

| Rang | Pilote           | Années     | Victoires |
| ---- | ---------------- | ---------- | --------- |
| 1    | Alexis Collignon | 2015, 2016 | 2         |
| 2    | Florian Miot     | 2017       | 1         |
| 2    | Arnaud Zoldos    | 2018       | 1         |
| 2    | Junior Bal       | 2019       | 1         |
| 2    | Kylian Prevost   | 2020       | 1         |
| 2    | Basile Pigois    | 2022       | 1         |
| 2    | Tom Dukerts      | 2023       | 1         |
| 2    | Adam Christiaens | 2024       | 1         |

### Femmes
| Année | Motos          | Motos        | Quads               | Quads        | Juniors         | Juniors      | Espoirs     | Espoirs      |
| Année | Pilote         | Constructeur | Pilote              | Constructeur | Pilote          | Constructeur | Pilote      | Constructeur |
| 2018  | Mégane Lombard | Yamaha       | Justine Lesselingue | Yamaha       |                 |              |             |              |
| 2019  | Estelle Bleuze | KTM          | Émilie Bourgeois    | Yamaha       |                 |              |             |              |
| 2020  | Mégane Lombard | Honda        | Émilie Bourgeois    | Yamaha       |                 |              |             |              |
| 2022  | Mathilde Denis | Yamaha       | Kelly Verbraeken    | W-Tec        | Malhory Dupront | Husqvarna    |             |              |
| 2023  | Mathilde Denis | Honda        | Kelly Verbraeken    | W-Tec        | Sarah Leroy     | Kawasaki     | Léa Lesoil  | KTM          |
| 2024  | Camille Viaud  | Yamaha       | Kelly Verbraeken    | W-Tec        | Sarah Leroy     | Kawasaki     | Louna Nowak | KTM          |
| 2025  |                |              |                     |              |                 |              |             |              |

| Rang | Pilote         | Années     | Victoires |
| ---- | -------------- | ---------- | --------- |
| 1    | Mégane Lombard | 2018, 2020 | 2         |
| 1    | Mathilde Denis | 2022, 2023 | 2         |
| 2    | Estelle Bleuze | 2019       | 1         |
| 2    | Camille Viaud  | 2024       | 1         |

| Rang | Pilote              | Années           | Victoires |
| ---- | ------------------- | ---------------- | --------- |
| 1    | Kelly Verbraeken    | 2022, 2023, 2024 | 3         |
| 2    | Émilie Bourgeois    | 2019, 2020       | 2         |
| 2    | Justine Lesselingue | 2018             | 1         |

| Rang | Pilote          | Années     | Victoires |
| ---- | --------------- | ---------- | --------- |
| 1    | Sarah Leroy     | 2023, 2024 | 2         |
| 2    | Malhory Dupront | 2022       | 1         |

| Rang | Pilote      | Années | Victoires |
| ---- | ----------- | ------ | --------- |
| 1    | Léa Lesoil  | 2023   | 1         |
| 1    | Louna Nowak | 2024   | 1         |